# وننو
وننو (به لاتین: Vanono) یک سکونتگاه مسکونی در ماداگاسکار است که در Mananara Nord واقع شده‌است.

## خصوصیات
وننو ۱۴٬۰۰۰ نفر جمعیت دارد و ۳۴۵ متر بالاتر از سطح دریا واقع شده‌است.